# Geografie náboženství
Geografie náboženství je disciplína religionistiky studující vzájemné vztahy mezi náboženstvím a geografickým prostorem. Zabývá se vlivem náboženství a činnosti náboženských pospolitostí na utváření životního prostředí a také vlivem geografických faktorů na šíření a utváření náboženství. Vztah mezi náboženstvím a životním prostředím je obousměrný a komplikovaný, už jen proto, že náboženství nikdy nevstupuje do prázdného prostoru, ale setkává se tam s jiným náboženstvím.
Teoretický základ geografie náboženství položil filozof Charles Louis Montesquieu, který v díle O duchu zákonů poukázal na vliv přírodního prostředí a klimatu na společenský vývoj. Tato myšlenka se označuje jako geografický determinismus a v hrubých obrysech je stále platná. Jde o to, že např. úrodná krajina může „preferovat“ zemědělské bohy a stálé svatyně (usedlý život), kdežto např. neúrodné půdy „upřednostňují“ spíše válečné bohy a putovní svatyně. Friedrich Ratzel a jeho žáci (Leo Frobenius a Fritz Graebner) kladli velký důraz na formování náboženství přírodními podmínkami. Současným badatelem v této disciplíně je Manfred Büttner.
V rámci šíření náboženství se zkoumá především schopnost náboženské komunity rozvíjet svou činnost v daném prostoru a její vliv na něj (za uvážení dalších faktorů, např. hospodářství, demografie, právo a sociální mobilita), počínaje drobnými sakrálními stavbami a konče změnami v hospodářství nebo vznikem ghet. 
Geografie náboženství se snaží nalézt skutečnou závislost forem šíření náboženství na jeho obsahu a hodnotách, a v tomto smyslu se stává geografií duchovních postojů. Věnuje rovněž vlivu podnebí a reliéfu krajiny na „temperament“ náboženství.